# Medaglia per il decimo anniversario di Astana capitale
La medaglia per il decimo anniversario di Astana capitale è un premio statale del Kazakistan.

## Storia
La medaglia è stata istituita il 6 maggio 2008.

## Assegnazione
La medaglia viene assegnata ai cittadini kazaki e stranieri:
- per contributi significativi alla creazione e allo sviluppo della Repubblica del Kazakistan e della sua capitale;
- ai veterani della seconda guerra mondiale;
- ai capi di Stato che abbiano accettato l'invito a visitare Astana durante le celebrazioni per il suo decimo anniversario.

I capi di Stato che l'hanno ricevuta sono:
- Abd Allah II di Giordania, re di Giordania
- İlham Əliyev, presidente dell'Azerbaigian
- Kurmanbek Salieviç Bakiev, presidente del Kirghizistan
- Gurbanguly Berdimuhamedow, presidente del Turkmenistan
- Abdullah Gül, presidente della Turchia
- Dmitrij Anatol'evič Medvedev, presidente della Russia
- Emomali Rahmon, presidente del Tagikistan
- Mikheil Saak'ashvili, presidente della Georgia
- Serž Sargsyan, presidente dell'Armenia
- Ramzan Kadyrov, presidente della Cecenia

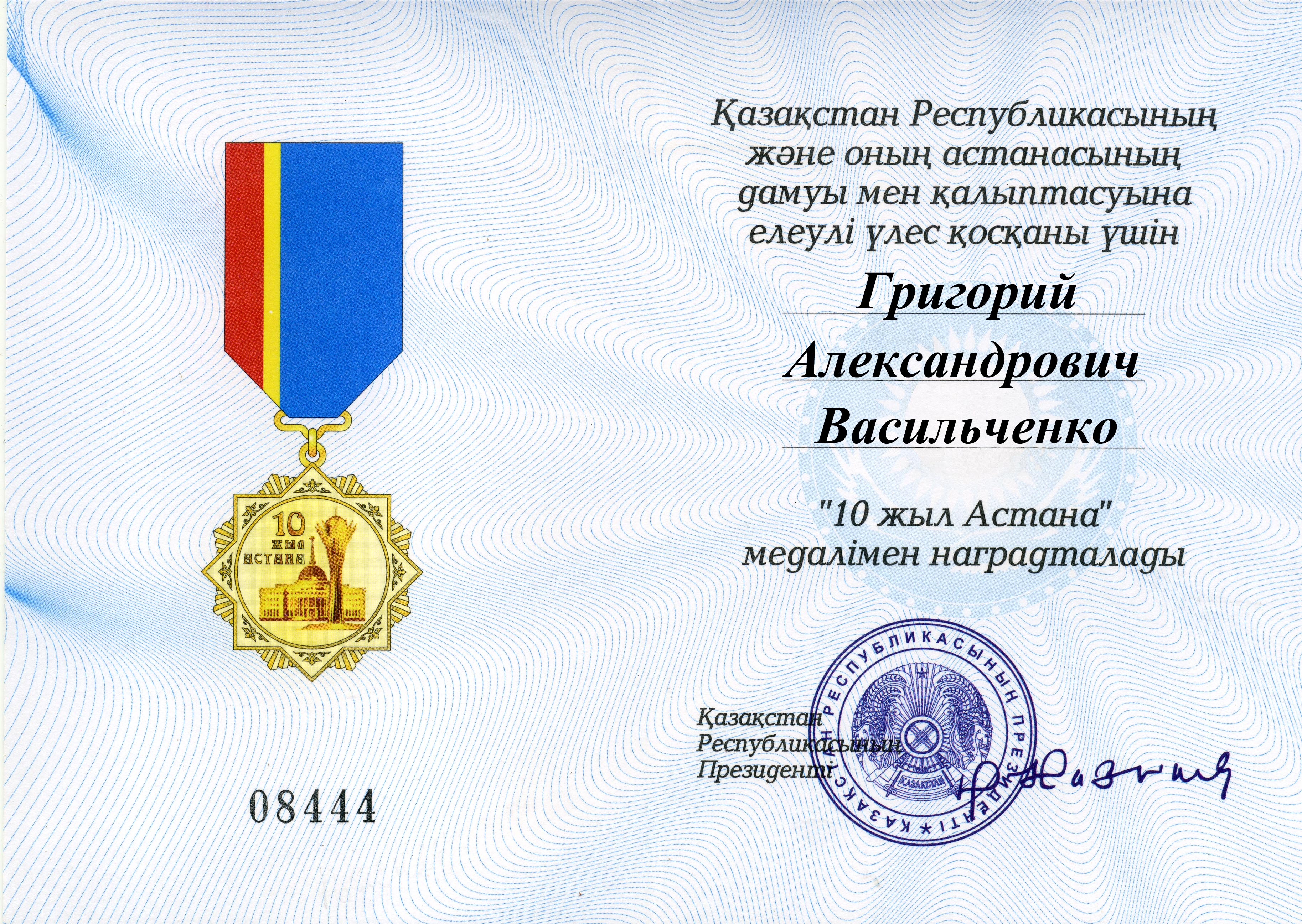
Documento di attestazione

## Insegne
- La medaglia è di ottone e ha la forma di un poliedro regolare. Sul dritto, sugli angoli dell'ottaedro vi sono elementi decorativi tradizionali, tra gli angoli dell'ottaedro partono cinque raggi solari. Al centro dell'ottagono vi è un cerchio in alto a sinistra è la scritta "10 ЖЫЛ АСТАНА", realizzata su tre righe, al centro vi è l'immagine della Residenza Presidenziale della Repubblica del Kazakhstan e il monumento di Astana-Baiterek. Sul retro vi è la scritta "ҚАЗАҚСТАН РЕСПУБЛИКАСЫ 2008", realizzata su tre righe. Nella parte inferiore dell'iscrizione vi è un elemento di ornamento nazionale.
- Il nastro è azzurro con il bordo destro rosso diviso dalla parte azzurra con una fascia gialla.